# Glenvar
Glenvar è un census-designated place (CDP) degli Stati Uniti d'America, situato nello stato della Virginia, nella contea di Roanoke. Secondo il censimento del 2020 gli abitanti di Glenvar ammontavano a 892.